# Lacrymaria glareosa
Lacrymaria glareosa är en svampart som först beskrevs av J. Favre, och fick sitt nu gällande namn av Roy Watling 1979. Lacrymaria glareosa ingår i släktet Lacrymaria och familjen Psathyrellaceae.  Arten är reproducerande i Sverige. Inga underarter finns listade i Catalogue of Life.